# Mike Kunkel
Pour les articles homonymes, voir Kunkel.
Mike Kunkel est un auteur de bande dessinée américain qui anime et auto-édité depuis 1999 sa série pour enfants primée Herobear and the Kid.

## Biographie
Mike Kunkel commence à travailler dans l'animation en indépendant pour de nombreux studios (Disney, Warner Bros, Dreamworks). Il abandonne ce métier pour créer son propre comics pour enfant. Herobear an the kid lui vaut un prix Eisner en 2002 et 2003. Marié il a deux enfants

## Prix et récompenses
- 2002 et 2003 : Prix Eisner du meilleur titre jeune public pour Herobear and the Kid